# Ротило
Роти́ло — найвища вершина Покутсько-Буковинських Карпат. Розташована в північній частині Верховинського району Івано-Франківської області, на північний захід від смт Верховина.
Висота гори — 1483 м (за іншими даними — 1491 м). Гора складається з пісковиків. Вершина конусоподібна, досить симетрична. Південні та західні схили круті, північно-західний — пологий, безлісий. Схили розчленовані, вкриті завалами пісковикових брил.
Назва гори утворена від румунського апелятива rotilã «колісце», що є демінутивом від roatã «колесо, круг». Вона вказує на форму гори.
На північний захід від Ротила розташована гора Версалем (1406 м), на північний схід — гора Ґрегіт (1472 м), на південний схід — гори Габорянська (1444 м) і Біла Кобила (1476 м), на південний захід — гора Малий Діл (1248 м), за якою вдалині височіє масив Чорногори.
Найближчий населений пункт: с. Волова.